# Ludovic Labrue
Ludovic Labrue, né le 10 août 1982, est un joueur de pétanque français. 

## Clubs
- ?-? : CMO Bassens Pétanque (Gironde)
- ?-? : Pétanque Pasteur Pau (Pyrénées-Atlantiques)

## Palmarès[1],[2]

### Jeunes

#### Championnats du Monde
Champion du Monde
- Triplette 1999 (avec Alexandre Ruffo, Nicolas Taviand et Romain Scultore) :  Équipe de France

#### Championnats de France
Finaliste
- Triplette 1999 (avec Sébastien Boissel et Fabien Sauvage)

### Séniors

#### Coupe d'Europe des Clubs
Finaliste
- 2010 : CMO Bassens

#### Jeux méditerranéens
Finaliste
- Triplette 2001 (avec Philippe Suchaud et Philippe Quintais) :  Équipe de France

#### Championnats de France
Finaliste
- Doublette 2012 (avec Béatrice Coupaye) : CMO Bassens

#### Coupe de France des clubs
Vainqueur
- 2010 : CMO Bassens